# Bryum longibracteatum
Bryum longibracteatum là một loài rêu trong họ Bryaceae. Loài này được Broth. Kindb. mô tả khoa học đầu tiên năm 1897.